# بومیان هاوایی
بومیان هاوایی (به زبان هاوایی: کاناکا اوی-وی، کاناکا مائولی، هاوایی مائولی) مردمان یا نوادگان پولینزیاییهای جزایر هاوایی اند. مردمان هاوایی بر این باورند که نژاد آنها مربوط به پولینزیایی‌هایی است که در هاوایی ساکن شدند.
برپایهٔ اداره آمار ایالات متحده آمریکا ۴۰۱ هزار تن خود را اصالتاً از بومیان هاوایی می‌دانند یا اینکه فکر می‌کنند با یک یا دو نسل دیگر مخلوط شده‌اند اما ۱۴۱ هزار تن بر این باورند که تنها از نژاد بومیان هاوایی اند. دو سوم بومیان هاوایی ساکن ایالت هاوایی اند و یک سوم باقی مانده در جنوب غرب آمریکا بویژه در کالیفرنیا زندگی می‌کنند.
گذشتهٔ بومیان هاوایی به چهار دوره تقسیم می‌شود:
1. دورهٔ پیش از اتحاد (پیش از ۱۸۰۰)
2. اتحاد پادشاهی و دورهٔ جمهوری (۱۸۰۰ تا ۱۸۹۸)
3. دورهٔ گنجانده شدن در قلمرو آمریکا (۱۸۹۸ تا ۱۹۵۹)
4. پذیرفته شدن به عنوان یک ایالت آمریکا (۱۹۵۹ تا امروز)